# Rubens Caribé
Rubens Caribé, właściwie Rubens Lima Caribé da Rocha (ur. 19 sierpnia 1965 w São Paulo, zm. 5 czerwca 2022) – brazylijski aktor teatralny, telewizyjny i filmowy, posiadający również wykształcenie wokalne i taneczne.

## Życiorys

### Kariera
Debiutował na scenie Teatro Jardel Filho w musical Hair (1987). W sezonie 1987/88 występował w Teatro Bandeirantes w przedstawieniu Śpiąca królewna (A Bela Adormecida). W Teatro Odeon grał w musicalu Boy Meets Boy (1988). W Teatro João Caetano brał udział w sztukach: Anatrhon (1989) i Bracia Grimm (Irmão Grimm, i irmão Grimm, 1988/89). Następnie wystąpił w spektaklu Kabaret (Cabaret, 1989) w Teatro Procópio Ferreira.
Wystąpił potem w inscenizacjach: Chory z urojenia (O Doente Imaginário, 1990) Molière’a w Teatro Sergio Cardoso, komedii szekspirowskiej Sen nocy letniej (Sonho de uma noite de verão, 1991/92), O Rei Pasmado ea Rainha nua (1993) w Teatro Centro Cultural Banco do Brasil, Lamartine II - O Resgate (1993) w Teatro Glauce Rocha, Szklana menażeria (À Margem da Vida, 1994) Tennessee Williamsa w Teatro Glauce Rocha, O melhor do homem (1995/96), Hamlet (1997) w Teatro Sérgio Cardoso i Shopping & Fucking (1999) w Teatro SESC Pompéia e MARS. W 2000 wziął udział w sesji zdjęciowej dla czasopisma „G Magazine”.

## Filmografia

### filmy fabularne
- 1995: Sombras de Julho jako Fábio

### miniseriale TV
- 1992: Anos Rebeldes jako Marcelo
- 1993: Letnia opowieść (Contos de Verão) jako Daniel
- 1998: Z serca (Do Fundo do Coração) jako Gabriel

### telenowele
- 1993: Fera Ferida jako Guilherme Bentes
- 1995: Krew mojej krwi (Sangue do Meu Sangue) jako Ricardo Rezende
- 1996: Antônio Alves, Taxista jako Marcelo
- 1997: Canoa do Bagre jako Gabriel
- 1997: Os Ossos do Barão jako Rogério
- 1998: Serras Azuis jako Efigênio
- 1999: Malhação jako Aranha
- 2001: Pícara Sonhadora jako Oswaldo
- 2006: Obywatel Brazylii (Cidadão Brasileiro) jako Emílio Castanho
- 2007: Siedem grzechów (Sete Pecados) jako Decorador

### reality show/programy TV
- 1994: Ty rozstrzygniesz (Você Decide)
- 1999: Ty rozstrzygniesz (Você Decide)